# Histiobranchus
Histiobranchus is een geslacht van straalvinnige vissen uit de familie van kuilalen (Synaphobranchidae). Het geslacht is voor het eerst wetenschappelijk beschreven in 1884 door Gill.

## Soorten
- Histiobranchus australis  (Regan, 1913)[2][3][4][5]
- Histiobranchus bathybius (Günther, 1877)[3][4][5][2]
- Histiobranchus bruuni Castle, 1964[3][4][5][2]

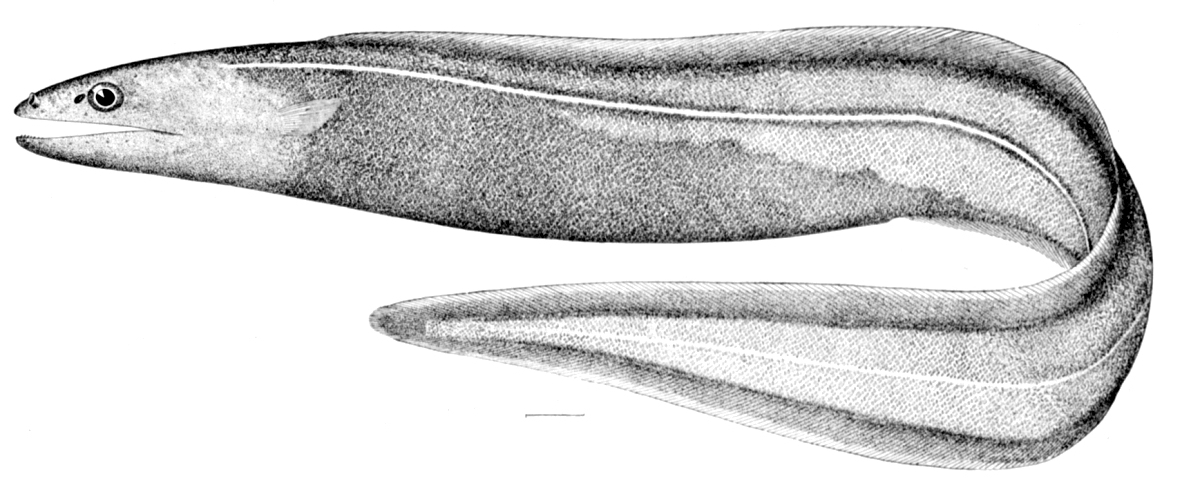
Histiobranchus bathybius